# 長岡百穴古墳
長岡百穴古墳（ながおかひゃっけつこふん、長岡百穴/長岡横穴墓群）は、栃木県宇都宮市長岡町にある横穴墓群。栃木県指定史跡に指定されている。

## 概要
長岡百穴古墳は7世紀前期頃に造成された家族墓的な要素が強い横穴墓群と考えられている。東群44基と西群8基の計52基の横穴（縦横各1メートル、奥行き約2メートル程度）が南面する軽石凝灰岩の傾斜面に開口している。近代では既に横穴が露出して原型を留めておらず、埋葬品に基づく考証は不能であるが、床面に側溝を有する穴も散見されるなど、比較的成熟した技術をもって掘削された墓穴とみられることから、古墳時代末期のものと推定されている。ほぼすべての穴の壁面に室町時代から江戸時代にかけて彫られたとみられる地蔵菩薩像や馬頭観音像が見られることから、外気に曝されていた期間が非常に長いものと窺われ、その為か欠損も多く保存状態はあまり良くない。宇都宮に伝わる「百目鬼伝説」にも登場することから、本伝説が成立した頃には既に百穴古墳の存在が知られていたものと推察される。

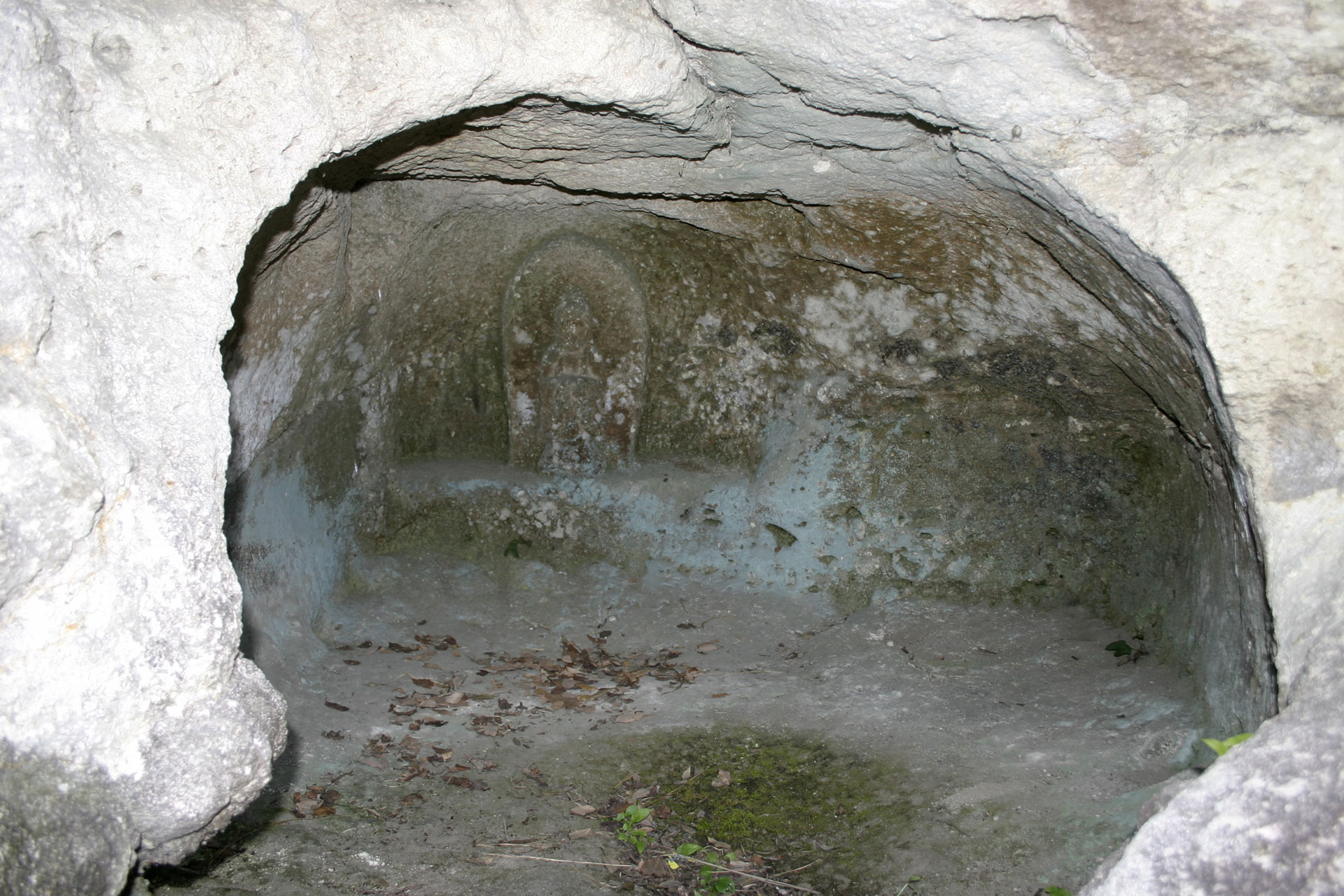
内部
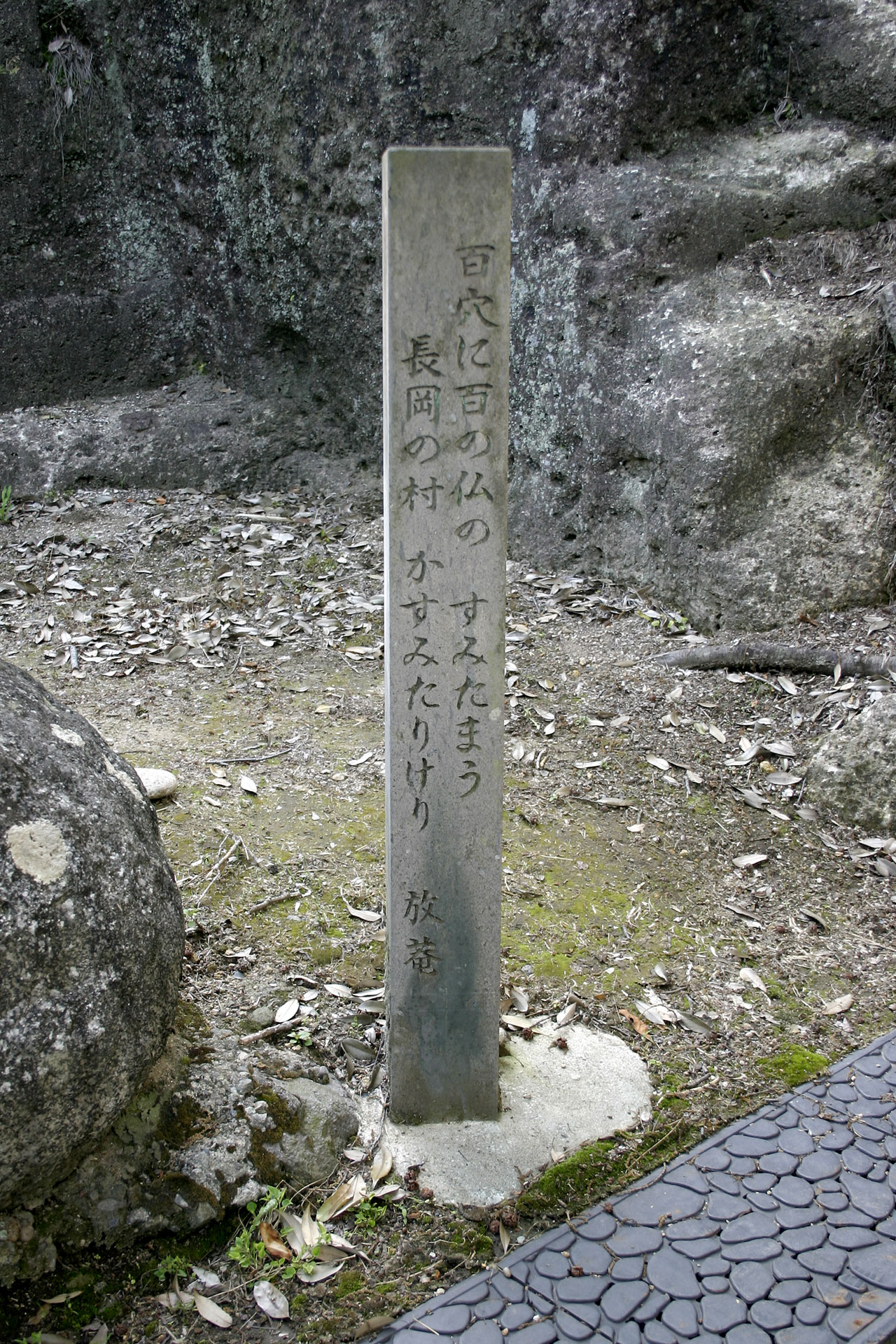
小杉放庵の歌碑

## 周辺環境
長岡百穴古墳は宇都宮市北部の宇都宮丘陵の南部、戸祭山の北西麓で田川と釜川に挟まれた台地上に立地する。周辺には当墳をはじめ、谷口山古墳や北山古墳群、瓦塚古墳群、戸祭大塚古墳などの古代古墳群、また奈良時代の遺跡である水道山瓦窯跡などの古代遺跡が数多く認められており、豊郷まほろばの道が整備されている。
長岡百穴古墳群の周囲はコナラやクヌギ等に囲まれた緑地となっており、栃木県により長岡緑地環境保全地域に指定されている。
一方、宇都宮環状道路が開通したことで近隣では宅地化も進んでいる。

## 文化財

### 栃木県指定文化財
- 史跡
  - 長岡百穴古墳 - 1955年（昭和30年）7月26日指定。

## アクセス
路線バス
- JR宇都宮駅西口から
  - 関東バス　帝京大学・宇都宮美術館線に乗車約15分、「豊郷台入口」下車徒歩20分。

車
- 国道119号（豊郷バイパス）長岡町交差点から
  - 長岡街道を北進、3分。
- 田原街道関堀町北交差点から
  - 長岡街道を西進、3分。